# Chuck (álbum de Sum 41)
| Críticas profissionais | Críticas profissionais |
| Avaliações da crítica  | Avaliações da crítica  |
| Fonte                  | Avaliação              |
| ---------------------- | ---------------------- |
| allmusic               | [ 1 ]                  |
| Entertainment Weekly   | (B+)                   |
| IGN                    | (6.8/10)               |

Chuck é o quarto álbum de estúdio da banda Sum 41, lançado em 12 de outubro de 2004.
Foi o último disco da banda com o guitarrista Dave Baksh. Ele deixou a banda em 11 de Maio de 2006 para iniciar sua carreira em sua nova banda, Brown Brigade. No entanto, voltou para o Sum 41 anos depois. Esse disco foi um pouco diferenciado por se afastar da sonoridade Pop punk que já era característica da banda, ao invés disso, apresentou uma sonoridade mais Metal.

## Faixas
| N.º | Título                    | Duração |  |
| 1.  | "Intro"                   | 0:46    |  |
| 2.  | "No Reason"               | 3:04    |  |
| 3.  | "We're All to Blame"      | 3:38    |  |
| 4.  | "Angels with Dirty Faces" | 2:23    |  |
| 5.  | "Some Say"                | 3:26    |  |
| 6.  | "The Bitter End"          | 2:51    |  |
| 7.  | "Open Your Eyes"          | 2:44    |  |
| 8.  | "Slipping Away"           | 2:28    |  |
| 9.  | "I'm Not the One"         | 3:33    |  |
| 10. | "Welcome to Hell"         | 1:56    |  |
| 11. | "Pieces"                  | 3:01    |  |
| 12. | "There's No Solution"     | 3:18    |  |
| 13. | "88"                      | 4:40    |  |

| Faixa bônus internacional |         |                |         |  |
| N.º                       | Título  | Compositor(es) | Duração |  |
| 14.                       | "Noots" |                | 3:51    |  |

| Faixa bônus no Japão e Coreia |                     |                |         |  |
| N.º                           | Título              | Compositor(es) | Duração |  |
| 14.                           | "Noots"             |                | 3:51    |  |
| 15.                           | "Moron"             |                | 2:00    |  |
| 16.                           | "Subject to Change" |                | 3:17    |  |

| Faixa bônus no iTunes |                                      |                |         |  |
| N.º                   | Título                               | Compositor(es) | Duração |  |
| 14.                   | "Get Back (Rock Remix) com Ludacris" |                | 4:11    |  |

## Pessoal
Banda
- Deryck Whibley - vocal, guitarra, piano, teclado, mellotron
- Steve Jocz - bateria
- Dave Baksh - guitarra
- Cone McCaslin - baixo

## Desempenho
| Parada musical (2004/2005)      | Melhor posição |
| ------------------------------- | -------------- |
| Alemanha (Media Control Charts) | 32             |
| Canadá (Canadian Albums Chart)  | 2              |
| Estados Unidos (Billboard 200)  | 10             |
| Japão (Oricon)                  | 2              |
| Reino Unido (UK Albums Chart)   | 59             |